# Percy Hobart
Percy Cleghorn Stanley Hobart (14 juni 1885 – 19 februari 1957) was een Britse militair tijdens de Tweede Wereldoorlog. Zijn bijnaam was “Hobo”. Hij was een zwager van Bernard Montgomery.

## Biografie
Hobart werd geboren in Naini Tal in India. Hij ging studeren aan Clifton College en studeerde in 1904 af aan de Royal Military Academy, Woolwich. Hij werd toegevoegd aan de Corps of Royal Engineers. Hij vocht tijdens de Eerste Wereldoorlog in Frankrijk en Mesopotamië.
Na de Eerste Wereldoorlog vocht Hobart tussen 1919 en 1920 met het Britse leger mee tijdens een campagne tegen lokale stammen in Waziristan. In 1923 werd hij overgeplaatst naar de Royal Tank Corps en was tussen 1923 en 1927 instructeur aan het Command and Staff College in Quetta. In 1934 werd Hobart benoemd tot brigadier van de eerste pantserbrigade in Groot-Brittannië. In 1937 werd hij bevorderd tot generaal-majoor. In 1938 moest Hobart de Mobile Force vormen en opleiden. De Mobile Force kwam later bekend te staan als de 7e Pantserdivisie of Desert Rats. In 1940 werd Hobart gedwongen met pensioen gestuurd.
In 1941 keerde Hobart weer terug in het leger. In maart van dat jaar werd Hobart benoemd tot bevelhebber van de 11e Pantserdivisie. In september 1942 werd hij ontslagen als bevelhebber. Hij werd daarna benoemd tot bevelhebber van de 79e Pantserdivisie. Hij werd verantwoordelijk voor de gespecialiseerde pantservoertuigen (Hobart's Funnies). Deze werden gebruikt tijdens Operatie Overlord en de gevechten die erop volgden. De 79e Pantserdivisie werd op 20 augustus 1945 ontbonden. 

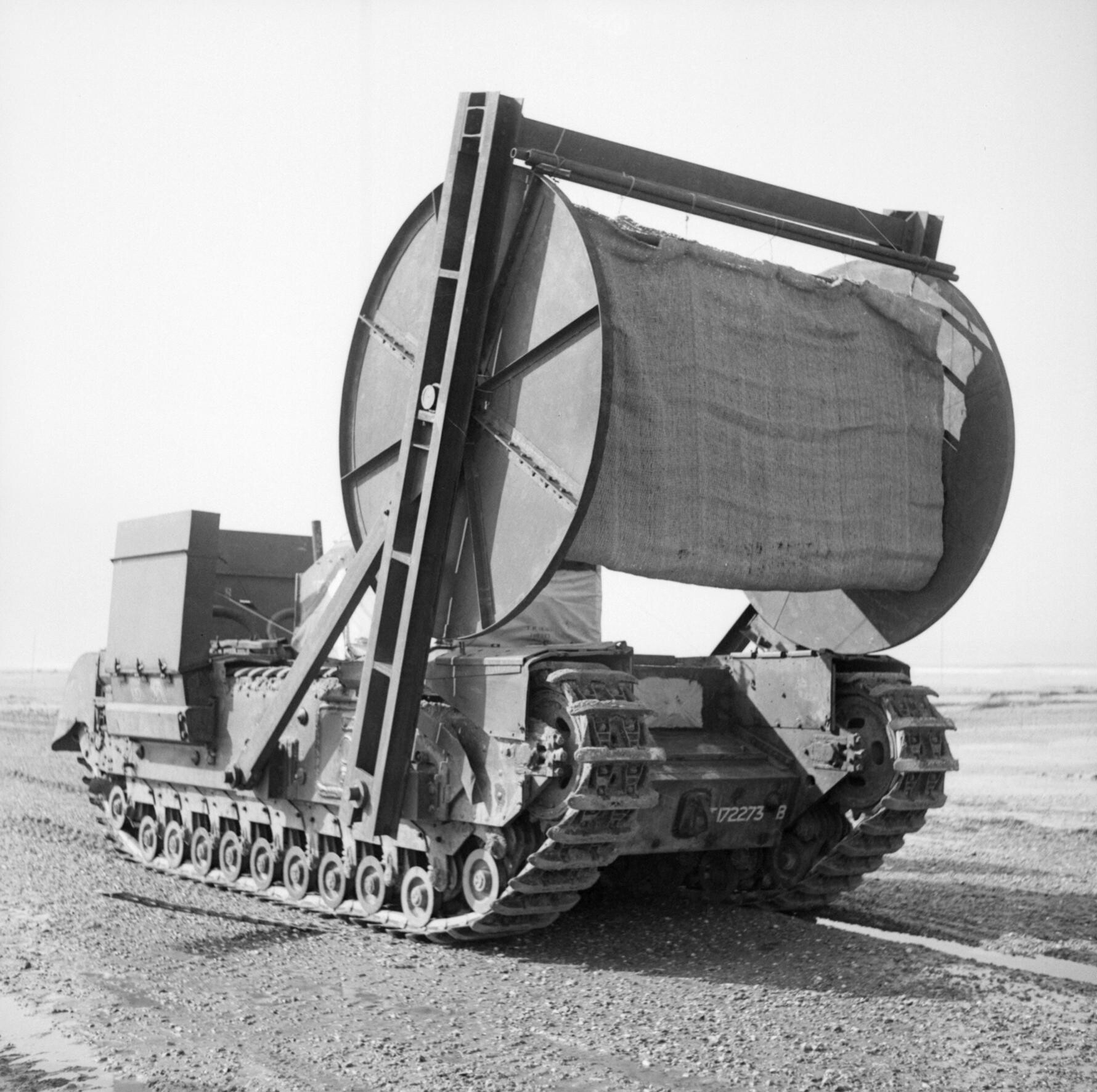
Voorbeeld van een van Hobart's Funnies: Churchill AVRE met een "bobbin", een canvas doek werd los over het zand geplaatst, zodat de gewone voertuigen eroverheen konden rijden.

Hobart ging in 1946 weer met pensioen en overleed in 1957 in Farnham, Surrey. 

## Militaire loopbaan
- Second Lieutenant: 29 juli 1904[1]
- Lieutenant: 15 april 1907[1]
- Captain: 30 oktober 1914[1]
- Tijdelijk Major:
  - 1 juni 1916 - 31 maart 1919[1]
  - 21 januari 1920 - 21 januari 1921[1]
- Titulair Major: 1 januari 1918[1]
- Major: 24 september 1922[1]
- Titulair Lieutenant-Colonel: 24 mei 1922[1]
- Lieutenant-Colonel: 1 maart 1930[1]
- Titulair Colonel: 1 januari 1928[1]
- Colonel: 1 maart 1933 (gedateerd 24 mei 1926)[2]
  - Anciënniteit: 24 mei 1926 (wachtgeld 1 maart 1937) (volledige bezoldiging 18 maart 1937)[1]
- Tijdelijk Brigadier
  - 1 maart 1933 - 17 december 1937[1]
- Major-General: 18 december 1937 (uitdiensttreding 9 maart 1940) (opnieuw in dienst 1941) (uitdiensttreding 14 juni 1946)[1]

## Decoraties
- Military Cross op 23 juni 1915[1]
- Orde van Voorname Dienst op 24 juni 1916[1]
- Lid in de Orde van het Bad op 2 januari 1939[1]
- Ridder in de Orde van het Britse Rijk op 2 juni 1943[1]
- Legioen van Verdienste op 15 maart 1945 (Verenigde Staten)
- 1914-15 Ster[1]
- Britse Oorlogsmedaille[1]
- Overwinningsmedaille (Verenigd Koninkrijk)[1]
- Algemene Dienst Medaille India (1909 IGSM)[1]
  - Gesp Waziristan 1919–21[1]
- Hij werd meerdere malen genoemd in de Dagorders. Dat gebeurde op:
  - 22 juni 1915[1]
  - 15 augustus 1917[1]
  - 12 maart 1918[1]
  - 27 augustus 1918[1]
  - 5 september 1919[1]
  - 12 juni 1923[1]
  - 22 maart 1945[1]
  - 9 augustus 1945[1]
  - 4 april 1946[1]